# Chloroclystis recensitaria
Chloroclystis recensitaria är en fjärilsart som beskrevs av Walker 1862. Chloroclystis recensitaria ingår i släktet Chloroclystis och familjen mätare. Inga underarter finns listade i Catalogue of Life.